# 朴相勉
朴相勉（韓語：박상면，1968年1月27日—），韓國男演員。

## 演出作品

### 電視劇
- 1999年：MBC《王朝》又譯《铁汉柔情》
- 2000年：MBC《壞朋友們》飾演 洪朱健
- 2000年：MBC《三個朋友》
- 2001年：MBC《戀人們》
- 2002年：SBS《射星》飾演 韓大海
- 2003年：SBS《刑警》
- 2004年：KBS《比花還美》飾演 朴英民
- 2005年：SBS《綠蔷薇》飾演 李春福
- 2006年：KBS《首爾1945》
- 2006年：KBS《請用笑臉遊歷》飾演 李尚面
- 2006年：SBS《敲頭王》
- 2007年：MBC《文熙》飾演 金榮哲
- 2008年：ONC《女師父一體》飾演 金尚重
- 2008年：KBS《戀愛結婚》飾演 柳社長
- 2010年：KBS《面包王金卓求》飾演 梁仁睦
- 2010年：KBS《瑪莉外宿中》飾演 魏大韓
- 2011年：Channel A《女人的色彩》飾演 朴宇哲
- 2012年：SBS《工薪族楚漢志》飾演 秦胡亥
- 2012年：MBC《眾神的晚餐》飾演 林道植
- 2012年：tvN《一年十二個男人》飾演 東健
- 2012年：MBN《可疑的家族》飾演 天億滿
- 2012年：KBS《海雲臺戀人們》飾演 夫影島
- 2013年：KBS《Drama Special －宥麗創可貼》飾演 宥麗的爸爸
- 2014年：TV朝鮮《妻子醜聞－起風了》飾演 朴相勉
- 2014年：TV朝鮮《火花裡》飾演 朴重烈
- 2014年：MBC《Triangle》飾演 吳秉泰
- 2014年：KBS《Healer》飾演 蔡治修
- 2015年：KBS《生意之神 - 客主2015》飾演 宋萬致
- 2016年：KBS《住在我家的男人》飾演 裴炳佑
- 2018年：KBS《一起生活吧》飾演 楊代表
- 2019年：KBS《僅此一次的愛情》飾演 芭蕾舞團理事
- 2019年：MBN《優雅的家》飾演 許章秀
- 2020年：tvN《了解的不多也無妨，是一家人》 飾演 萬豪
- 2020年：KBS《喪屍偵探》飾演 李光植
- 2021年：SBS《Penthouse 3》飾演 方知勝
- 2021年：KBS2《達利和馬鈴薯湯》飾演 安相泰
- 2025年：KBS《抓住大運》飾演 崔奎太
- 2025年：Disney+《下流大盜》飾演 林船長

### 電影
- 1996年：《Boss》
- 1997年：《The Rocket Was Launched》
- 1997年：《No.3》
- 1999年：《靈異怪醫Dr. K》
- 1999年：《人肉餐廳》
- 1999年：《無處藏身》
- 2000年：《反則王》
- 2000年：《發財不用本錢》
- 2000年：《災情告急》飾演 朴漢武
- 2001年：《Humanist》
- 2001年：《我的老婆是老大》飾演 姜秀日
- 2001年：《大佬鬥和尚》
- 2002年：《他喜歡的是你》
- 2002年：《怪癖神偷》
- 2003年：《唯我獨尊》
- 2003年：《銀粧刀》
- 2005年：《校園臥底》
- 2005年：《強力三班》
- 2007年：《外遇的好日子》
- 2007年：《綁架計中計》飾演 安在道
- 2007年：《野蠻師生3之黑道業務員》飾演 大加里
- 2010年：《加油站襲擊事件2》飾演 錘子
- 2013年：《7號房的禮物》飾演 監獄縱火犯
- 2014年：《奇蹟美男》飾演 秉洙的爸爸
- 2015年：《與爺爺的幸福時光》飾演 福南
- 2023年：《魯蛇大翻身》飾演 50多歲男子
- 2024年：《殺手們》飾演 歐泊
- 2024年：《今天開始第一天／오늘부터 1일》飾演 汽車旅館老闆
- 2025年：《大醬／된장이》飾演 文氏
- 2025年：《最後的作業／마지막숙제》

### 綜藝節目
- SBS《Running Man》（2012.4.15、2012.12.23、2013.8.18）

## 外部連結
- 官方網站
- NAVER （页面存档备份，存于）